# Щёлково (Горицкое сельское поселение)
Щёлково — деревня в Кирилловском районе Вологодской области. Входит в состав Горицкого сельского поселения, с точки зрения административно-территориального деления — в Горицкий сельсовет.
По переписи 2002 года население — 1 человек.

## География
Расположено на автодороге Кириллов — Белозерск на берегу Остолоповского (Ермаковского) озера, в 6 км от Кириллова.
Географическое положение
Расстояние по автодороге до районного центра Кириллова — 6 км, до центра муниципального образования Гориц — 6 км. Ближайшие населённые пункты — Шидьеро, Сандырево, Трофимово, Погорелово, Ермаково.

## Население
| 2010 |
| ---- |
| 7    |

## Инфраструктура
Личное подсобное хозяйство. Дачи на берегу озера.

## Транспорт
Автомобильный транспорт.